# Mumble
Mumble是一個網際協議通話技術軟體，其使用目的是用於电子游戏的玩家通訊，其他類似的軟體例如TeamSpeak與Ventrilo。
它利用主從式架構允許使用者在同一伺服器與其他使用者進行對話。它具有簡單易用的管理介面，具備高音質與低音訊延遲的特性。所有通訊皆被加密以確保使用者的隠私安全。它是跨平台的自由及开放源代码软件，以BSD许可证發行的軟體。

## 頻道管理
伺服器以階層方式管理頻道。使用者可以建立暫時性的大型虛擬頻道，對於小團體的大型聊天活動非常有用，但是虛擬頻道的活動公告會被發佈在公用頻道上。它非常適合用在第一人称射击游戏，這也是它的使用目的。每個頻道都具有存取控制串列，可以輕易地管理使用者的權限。管理人員可以依照頻道的需求與使用狀況來調整系統設定。

## 音質
它使用具有低延遲音訊特性的编解码器Opus版本1.2.4，令它在本身的設計上可以做到低延遲通話，當使用者在說話的同時也可以聽到來自其他使用者的聲音。它也結合了回音消除的功能，當使用者使用揚聲器或者是價格便宜的音效硬體時，它可以減少迴音。

## 遊戲視窗
它在遊戲畫面裡可以顯示小型的通話視窗，而且它可以顯示在頻道上的所有使用者與通話狀態。自從它的版本1.0之後，使用者可以上傳头像，而且可以顯示在遊戲通話視窗，提供更多的個人化設定。自從它的版本1.2之後，在Microsoft Windows、macOS與Linux上，遊戲通話視窗可以支援更多的Direct3D 9/10與OpenGL的遊戲。DirectX 11的遊戲支援正處在設計階段
。

## 智能手机App
- iOS
  - Mumble[8]
- Android
  - Mumla[9]
  - Plumble[10]（於2016年結束）

## 外部連結
- 官方网站
- SourceForge.net上的Mumble